# Althea Flynt
Althea Flynt (* 6. November 1953 in Marietta (Ohio); † 27. Juni 1987 in Los Angeles), geborene Leasure, war die vierte Frau von Larry Flynt und die Mitverlegerin des Erotikmagazins Hustler.

## Leben
Althea Leasure und ihre vier Geschwister Sherry, Debbie, Marsha und Richard stammen aus einer zerrütteten Familie. Im Alter von 8 Jahren musste Althea mit ansehen, wie ihr Vater Richard ihre Mutter June, ihren Großvater und die beste Freundin ihrer Mutter erschoss. Anschließend erschoss er sich selbst. Daraufhin kam sie in ein Waisenhaus, lief jedoch im Jugendalter davon.
Althea traf Larry Flynt 1971 im Alter von 17 Jahren; sie bewarb sich als Stripperin in seinem Club in Columbus, Ohio. Die beiden kamen sich schnell nahe und heirateten am 21. August 1976. Althea wurde beim Hustler mit dem Management und der Veröffentlichung des Magazins während ihrer elfjährigen Ehe betraut. Während Larrys kurzzeitiger Bekehrung zur Religion 1977 hielt sie das Hustler-Magazin aufrecht.
1983 wurde bei ihr AIDS diagnostiziert. Larry Flynt behauptet, dass sie sich durch eine Bluttransfusion während einer Totaloperation infiziert hat.
Nachdem Larry 1978 angeschossen worden war, begann Althea die ihm verordneten Medikamente als Drogen zu missbrauchen. Althea Flynt ertrank, anscheinend nach einer Überdosis dieser Drogen, am 27. Juni 1987 in der Badewanne in ihrer Villa in Los Angeles, Kalifornien.
In dem Film Larry Flynt – Die nackte Wahrheit wurde sie von Courtney Love dargestellt.